# Джоши, Шарман
Шарман Джоши (гудж. શરમન જોશી, род. 28 апреля 1979) — индийский актёр кино и театра. Участвовал во многих постановках на английском, хинди, маратхи и гуджарати, но именно наибольшую известность принесли ему фильмы на хинди.

## Биография
Шарман родился в Бомбее, в семье гуджаратских театральных артистов. Актёрами являются его отец, сестра и зять.
Джоши дебютировал в кино в 1999 году в фильме Godmother. Но прорывом в его карьере стал фильм Style, вышедший в 2001 году и имевший коммерческий успех. Его продолжение Xcuse Me имело такой же успех, как и первый фильм.
В 2006 году в фильме «Цвет шафрана» он сыграл одного из друзей главного героя, прототипом которого был Раджгуру. В том же году вышел фильм «Весёлые мошенники», за роль в котором он был номинирован на Filmfare за лучшую комедийную роль. В 2009 году актёр сыграл студента в комедии «3 идиота», партнёрами по которому стали Аамир Хан и Мадхаван. Шарман также спел для фильма песню «Give Me Some Sunshine». Картина стала самым кассовым фильмом за всю историю Болливуда и удерживала это звание 4 года.
В 2015 году вышел фильм Hate Story 3, который имел коммерческий успех и стал для него первым, в котором он сыграл некомедийного персонажа. Через год Шарман сыграл полицейского в эротическом триллере Wajah Tum Ho, который провалился в прокате.
Актёр имеет пожизненное членство в International Film and Television Club of Asian Academy of Film & Television.

## Личная жизнь
Шарман Джоши женат на Преране Чопра, дочери актёра Према Чопра, имеет троих детей.

## Избранная фильмография
| Год  |   | Русское название          | Оригинальное название | Роль               |
| ---- | - | ------------------------- | --------------------- | ------------------ |
| 1999 | ф | Крестная мать             | Godmother             | Карсан             |
| 2001 | ф | Беглянка                  | Lajja                 | Пракаш             |
| 2001 | ф |                           | Style                 | Банту              |
| 2006 | ф | Цвет шафрана              | Rang De Basanti       | Сукхи / Раджгуру   |
| 2006 | ф | Весёлые мошенники         | Golmaal               | Лахман             |
| 2008 | ф | Алло, колл-центр слушает! | Hello                 | Сэм                |
| 2009 | ф | 3 идиота                  | 3 idiots              | Раджу Растоги      |
| 2014 | ф | Супер Бабушка             | Super Nani            | Манн               |
| 2015 | ф |                           | Hate Story 3          | Адитья Диван       |
| 2016 | ф | Лондон 1920               | 1920 London           | Джай Сингх Гудджар |